# Mesomedes z Krety
Mesomedes z Krety (1 połowa II wieku n.e.) – grecki poeta liryczny, kitharodysta i kompozytor. Był związany z dworem cesarza rzymskiego Hadriana, panującego w latach 117–138. Jest jednym z najwcześniejszych znanych z imienia twórców muzyki, których utwory dochowały się do naszych czasów. 
Zabytkowy zapis utworów hymnicznych Mesomedesa został odkryty przez Girolama Mei, a następnie wydany w 1581 przez jego przyjaciela, Vincenza Galilei, w traktacie teoretycznym pt. Dialogo della musica antica e moderna. Był to pierwszy wydany w czasach nowożytnych utwór kompozytora antycznego.
Zachowało się kilka wokalnych utworów Mesomedesa, napisanych prawdopodobnie do własnej poezji. Są to:
- Hymn do Słońca
- Hymn do Nemesis
- Inwokacja do Muzy (Kaliope)[2]